# Fed Cup 2018 Wereldgroep II play-offs
De Fed Cup 2018 Wereldgroep II play-offs vormden een naspel van de Fed Cup 2018, waarin promotie en degradatie tussen enerzijds Wereldgroep II en anderzijds de regionale zones werden bevochten.
De wedstrijden werden gespeeld op 21 en 22 april 2018.

## Reglement
De vier verliezende teams van Wereldgroep II en vier, door het ITF Fed Cup comité aangewezen, winnaars uit de drie regionale zonegroepen 1 nemen aan dit naspel deel. Het ITF Fed Cup comité bepaalt welke vier landen geplaatst worden, aan de hand van de ITF Fed Cup Nations Ranking. Hun tegenstanders worden door loting bepaald. Welk land thuis speelt, hangt af van hun vorige ontmoeting (om de andere), dan wel wordt door loting bepaald als zij niet eerder tegen elkaar speelden. Een landenwedstrijd bestaat uit (maximaal) vijf "rubbers": vier enkelspelpartijen en een dubbelspelpartij. Het land dat drie "rubbers" wint, is de winnaar van de landenwedstrijd. De vier winnende landen plaatsen zich voor de Fed Cup Wereldgroep II in het jaar erop. De vier verliezende landen zullen in het volgend jaar deelnemen in groep 1 van hun regionale zone.

## Deelnemers
In 2018 namen de volgende acht landen deel aan de Wereldgroep II play-offs:
- Canada (verloor van Roemenië in Wereldgroep II)
- Oekraïne (verloor van Australië in Wereldgroep II)
- Rusland (verloor van Slowakije in Wereldgroep II)
- Spanje (verloor van Italië in Wereldgroep II)
- Japan (won van Kazachstan in de Aziatisch/Oceanische zone)
- Letland (won van Servië in de Europees/Afrikaanse zone)
- Paraguay (won van Brazilië in de Amerikaanse zone)
- Verenigd Koninkrijk (won van Hongarije in de Europees/Afrikaanse zone)

## Plaatsing, loting en uitslagen
Geplaatste teams hebben het plaatsingcijfer tussen haakjes.
| locatie          | ondergrond    | thuisspelend land | uitslag | uitspelend land         |
| ---------------- | ------------- | ----------------- | ------- | ----------------------- |
| Chanty-Mansiejsk | gravel (i)    | Rusland (1)       | 2-3     | Letland                 |
| Cartagena        | gravel        | Spanje (2)        | 3-1     | Paraguay                |
| Montreal         | hardcourt (i) | Canada            | 3-2     | Oekraïne (3)            |
| Miki             | hardcourt (i) | Japan             | 3-2     | Verenigd Koninkrijk (4) |

### Vervolg
- Canada en Spanje handhaafden hun niveau, en bleven in Wereldgroep II.
- Japan en Letland promoveerden van hun regionale zone in 2018 naar Wereldgroep II in 2019.
- Paraguay en Verenigd Koninkrijk wisten niet te ontstijgen aan hun regionale zone.
- Oekraïne en Rusland degradeerden van Wereldgroep II in 2018 naar hun regionale zone in 2019.